# Stenotalis ramosissima
Stenotalis ramosissima är en gräsväxtart som först beskrevs av Ernest Friedrich Gilg, och fick sitt nu gällande namn av Barbara Gillian Briggs och Lawrence Alexander Sidney Johnson. Stenotalis ramosissima ingår i släktet Stenotalis och familjen Restionaceae. Inga underarter finns listade i Catalogue of Life.